# Česaná příze
Česaná příze je vyrobena z materiálu, ze kterého byla odstraněna určitá část krátkých vláken. Krátká vlákna, obsažená v každém přírodním staplovém materiálu, odstávají z povrchu, omezují pevnost a způsobují nestejnoměrnosti zejména u jemnějších přízí.

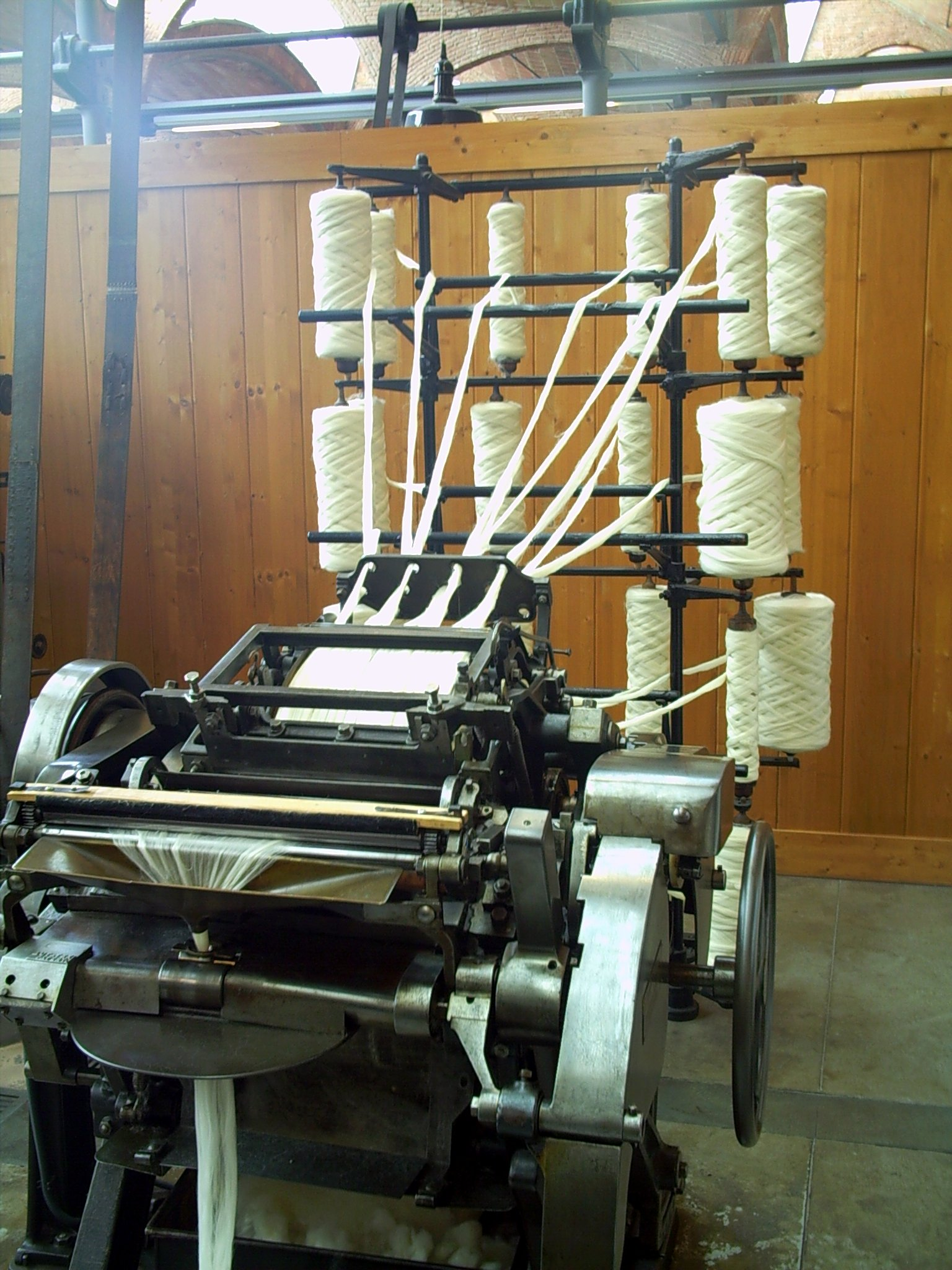
Vlnařský česací stroj z poloviny 20. století

Ve 2. dekádě 21. století dosahuje ve světě podíl česaných přízí na celkové výrobě přádelen asi 20 %. Více než polovina z nich sestává ze směsi česané bavlny nebo vlny s umělými vlákny.

## Práce česacího stroje
Postupy výroby bavlněné (angl.: combed yarn, něm.: gekämmtes Garn), vlněné (angl.: worsted yarn, něm.: Kammgarn) a lněné česané příze se od sebe poněkud liší, princip česání je však stejný:
Mezi dvěma ocelovými čelistmi je držena třáseň určité délky. Čelisti pevně stisknou delší vlákna, zatímco krátká vlákna (a smotky a nečistoty) jen visí mezi nimi a jsou vytahována jehlami česacího válce, ze kterých se pak výčesek odvádí do sběrné skříně. Pročesaná třáseň se napojí na hotovou část, průchod materiálu se přeruší novým stisknutím čelistí a cyklus se opakuje.
Tento velmi zjednodušeně popsaný diskontinuální proces, který je řízen poměrně složitým mechanizmem, byl poprvé uplatněn na stroji francouzského vynálezce J. Heilmanna v roce 1845. Základní princip zůstává i u strojů v 21. století, kde cyklus probíhá až 600x za minutu. 

## Bavlněná příze

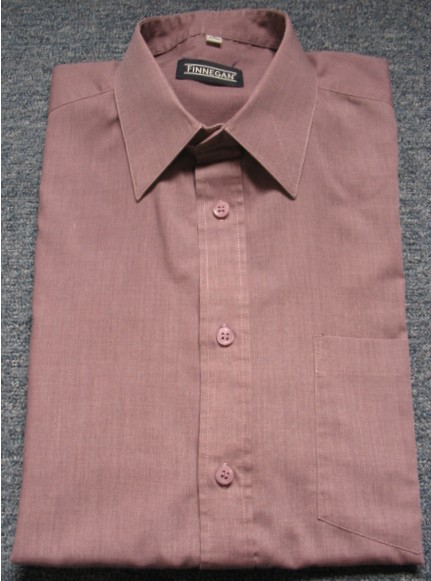
Košile z popelínové tkaniny ze směsi PES/ba

Bavlna se předkládá česacímu stroji ve formě rouna vytvořeného z cca 20 pramenů, které předtím proběhly několika pasážemi protahovacích strojů (za účelem urovnání vláken do jednoho směru a zestejnoměrnění vlákenné vrstvy). Česací stroje lze přesně seřídit na stupeň vyčesávání, obvykle mezi 15–25 %. Vyčesaná vlákna s průměrnou délkou 15–20 mm se většinou používají k výrobě hrubých (rotorových nebo vigoňových) přízí, ve kterých se mísí s delšími textilními vlákny.
V případě výroby směsové příze se před dalším zpracováním sdružují prameny z česané bavlny s (mykanými) prameny ze syntetických vláken. Zatímco mykané příze se vypřádají cca do jemnosti 17 tex, je u česané příze rentabilní výroba možná i v jemnosti 6–7 tex (technické možnosti jdou i pod tuto míru).
Z česaných přízí z čisté bavlny nebo ve směsi (zejména s PES a modifikovanou viskózou) se vyrábí jemné tkaniny např. na košile, halenky, kapesníky a pletené spodní prádlo.
Popelínová tkanina na snímku je ze směsové příze 13 tex (65 % PES a 35 % bavlny česané na 18 %)

## Vlněná příze
Vlna se připravuje k česání podobným způsobem jako bavlna.
Česací stroj se seřizuje zpravidla tak, aby průměrná délka výčesku nepřesáhla 20 mm. U jemných, poměrně krátkých vln obnáší výčesek 10–20 %, hrubé, většinou dlouhovlákenné vlny se vyčesávají jen do 5 %.
Vlněný česanec se před dalším zpracováním často barví (nebo potiskuje) a při výrobě směsové příze sdružuje s prameny z chemických vláken. Syntetické materiály se dodávají do přádelny česané příze zpravidla ve formě kabelu, který se řeže nebo trhá na konvertoru na délku odpovídající staplu česance.
Pramen z konvertoru se připraví na hřebenových posukovacích strojích a (nejčastěji bez česání) směsuje s vlněným česancem.

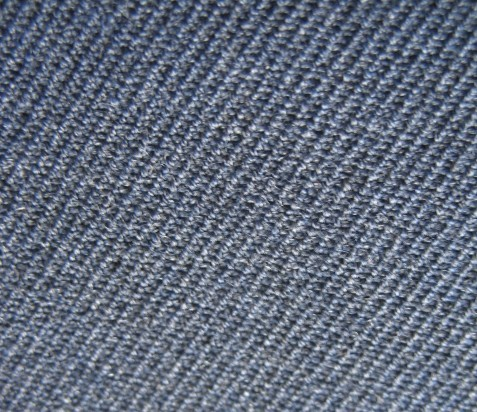
Gabardén

Směsový pramen pro velmi jemné a náročné příze prochází ještě jednou česacím strojem, kde se vlákna velmi intenzivně urovnávají a směs se homogenizuje. Výčesek obnáší jen kolem 1,5 %.
Česané příze z čisté vlny a ze směsí (nejčastěji s PES) se vyrábí v jemnostech do 10 tex.
Používají na různé druhy jemných oděvních tkanin a pletenin. Mykané příze se uplatňují zejména u nábytkových a dekoračních tkanin a jako ručně pletací příze.
Tkanina na snímku vpravo obsahuje skanou směsovou přízi 21 tex x 2 z 55 % polyesterových vláken a 45 % česané merinové vlny.

## Příze z lýkových vláken
Lněná koudel se zpracovává v česárně téměř stejným postupem jako vlna.
Účel česání je zde odstranit pocuchaná, špatně rozvolněná a krátká vlákna tak, aby se z česance nechala vyrábět koudelka s pokud možno stejnými vlastnostmi jako lenka. Vyčesává se 20–30 % vláken, česané prameny se často druží s prameny z PES a VI, směsové příze se mohou vypřádat až do jemnosti 28 tex. Příze se používají např. pro tkaniny na svrchní ošacení, ubrusy a dekorace.
Také jutová koudel a ramie se zpracovávají podobně jako česaná vlna. Česaná ramie se může vypřádat až do jemnosti 17 tex.

## Poločesané příze
(en:semi-worsted yarn, de:Halbkammgarn) Označení souvisí s česáním jen natolik, že výrobní zařízení je v podstatě stejné jako v přádelně česané vlny, chybí v něm ale právě česárna.
Pramen od válcových mykacích strojů prochází 2–3 pasážemi hřebenových posukovacích strojů a prstencovým dopřádacím strojům se předkládá u jemnějších přízí přást (zhotovený zpravidla na křídlovém stroji), hrubé příze se dopřádají přímo z posukovaného pramene.
Zpracovávají se hrubší, dlouhovlákenné vlny, většinou ve směsi s umělými vlákny nebo i syntetická vlákna bez příměsi vlny. Příze (nejjemnější cca 40 tex) jsou objemnější a nestejnoměrnější, ovšem podstatně levnější než česané výrobky stejné jemnosti. Uplatňují se zejména v kobercích, nábytkových a dekoračních tkaninách a jako ručně pletací (skané) příze.